# Oecetis adanis
Oecetis adanis är en nattsländeart som beskrevs av Kobayashi 1987. Oecetis adanis ingår i släktet Oecetis och familjen långhornssländor. Inga underarter finns listade i Catalogue of Life.